# إيغ مورت
إيغ مورت هي بلدة فرنسية تقع في إقليم غارد في منطقة أوسيتاني جنوب فرنسا.